# Lit
Lit er i nordisk mytologi den dværg, som blev udsat for Thors vrede under Balders bålfærd. Hyrrokin blev tilkaldt, da end ikke Thor kunne skubbe Ringhorne i vandet. Thor blev så rasende over den lethed, hun havde ved at flytte skibet, at han først ville dræbe hende med sin hammer, men aserne fik ham talt fra det, og så måtte vreden gå ud over en anden. Lit, som tilfældigvis gik ind foran Thor, blev genstand for denne vrede, da Thor resolut sparkede ham ind i flammerne. Lit døde og eskorterede Balder til dødsriget hvor de sidder sammen til ragnarok.
| Nordisk mytologi | Spire Denne artikel om nordisk religion og mytologi er en spire som bør udbygges. Du er velkommen til at hjælpe Wikipedia ved at udvide den. |